# Шападінья (мікрорегіон)

Шападінья на карті штату Мараньян

Шападінья (порт. Microrregião de Chapadinha) — мікрорегіон у Бразилії, входить у штат Мараньян. Складова частина мезорегіону Схід штату Мараньян. Населення становить 190 178 осіб на 2006 рік. Займає площу 10 030,543 км². Густота населення — 19,0 ос./км².

## Склад мікрорегіону
До складу мікрорегіону включені наступні муніципалітети:
1. Анапурус
2. Белагуа
3. Брежу
4. Буріті
5. Шападінья
6. Мата-Рома
7. Мілагріс-ду-Мараньян
8. Сан-Бенедіту-ду-Ріу-Прету
9. Урбану-Сантус

| Бразилія | Це незавершена стаття з географії Бразилії. Ви можете допомогти проєкту, виправивши або дописавши її. |